# Traité d'assistance judiciaire mutuelle

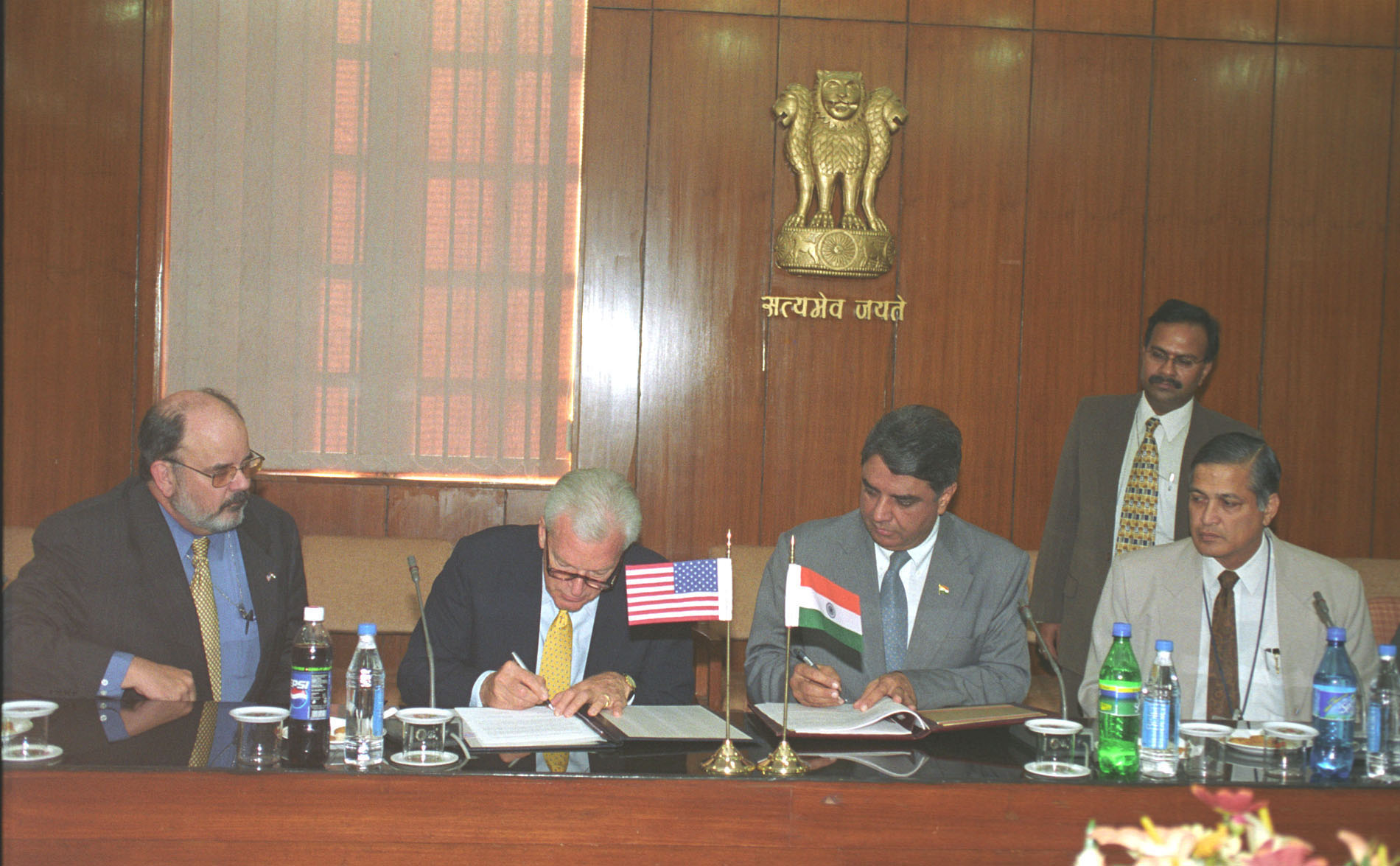
Signature du Traité d'assistance judiciaire mutuelle entre les États-Unis et L'Inde, à New Delhi en 2005.

Un traité d'entraide judiciaire (en anglais, Mutual legal assistance treaty ou MLAT) est un accordentre deux États visant à faciliter la coopération policière et judiciaire, notamment en termes d'échanges de renseignements et de données personnelles lors d'enquêtes en cours, à des fins d'obtention de preuves, ou encore pour faciliter la mise en œuvre de conventions fiscales visant à éviter l'évasion fiscale. En 2018, l'administration Trump promulguait le CLOUD Act afin de pouvoir se passer de ces traités.

## TEJ entre les États-Unis et l'UE
Un traité d'entraide judiciaire a été signé entre les États-Unis et l'Union européenne (commissaire à la Justice et aux Affaires intérieures) en 2003, malgré le rapport critique émis par le Parlement européen. Il fut ratifié par le Sénat des États-Unis à l'automne 2003, et incluait une clause d'extradition. Ce traité général visait à remplacer les traités bilatéraux antérieurs signés entre les États-Unis et les États-membres de l'UE. Le nouveau traité étendait largement les possibilités d'échange, suscitant des critiques quant aux garanties insuffisantes pour protéger le droit à la vie privée.
Avant que l'accord SWIFT sur l'échange de données bancaires dans le cadre du Terrorist Finance Tracking Program (en) ne soit remis en cause par le Parlement de Strasbourg, les données étaient échangées dans le cadre de ce traité.

## Autres traités
Les États-Unis ont aussi signé un TEJ avec le Japon en 2003.